# 전투기

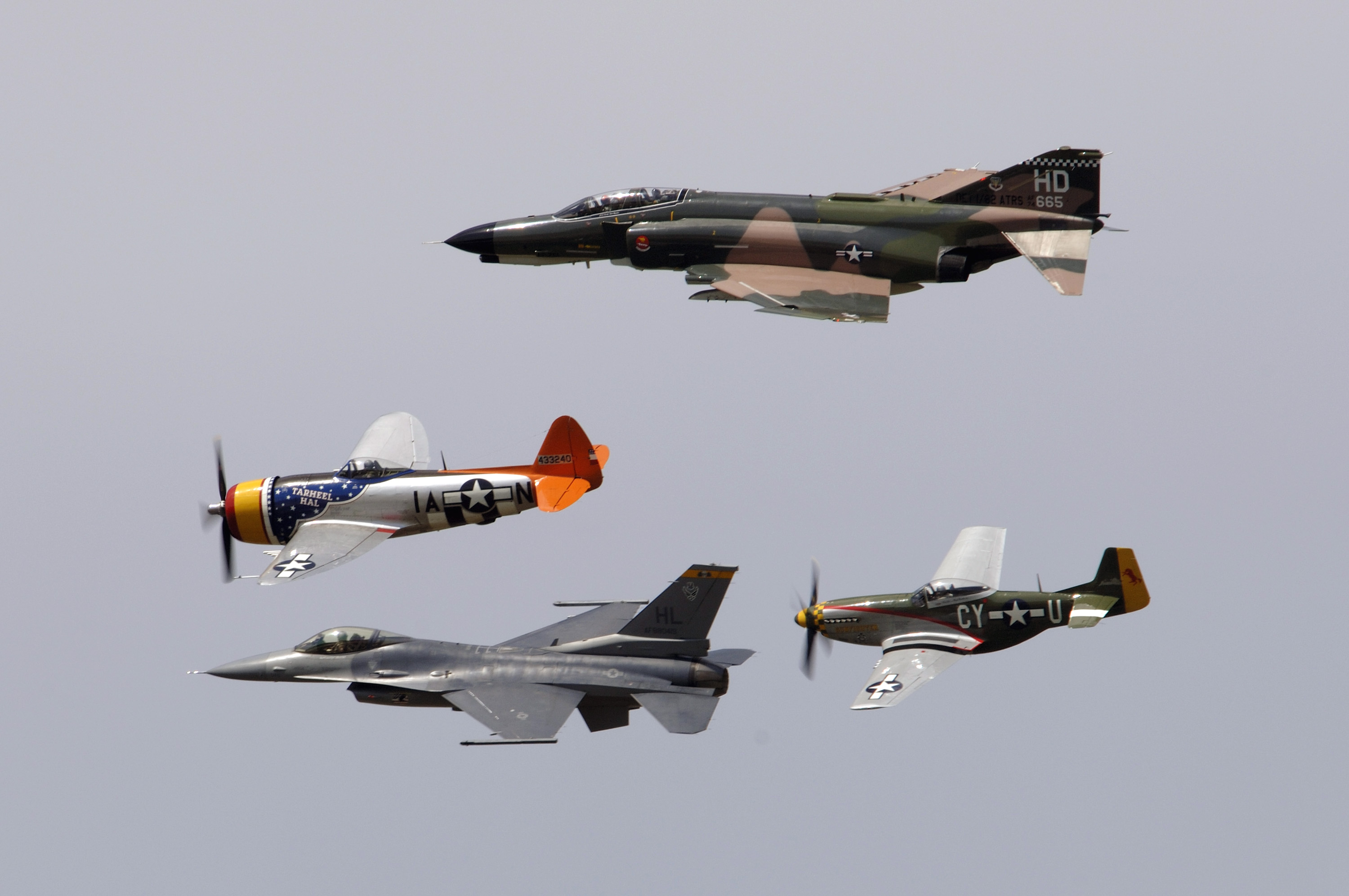
편대 비행 중인 F-4, P-47 선더볼트, F-16, P-51 머스탱. 2006년 5월 13일 루이지애나주 박스데일 공군 기지에서 열린 리버티 에어쇼 중의 한 장면

전투기(戰鬪機, 영어: fighter aircraft)는 적 항공기와의 공중전, 적 폭격기의 요격, 제한된 지상 목표물 공격을 목적으로 하는 군용기다. 가벼운 폭탄을 장착하기도 한다. 전투기들은 다른 종류의 군용기에 비하여 상대적으로 작고, 빠르며, 기동력이 좋다. 전투기는 제1차 세계대전 때부터 정찰 및 지상 공격 임무에 쓰이기 시작했다. 전투기는 어느 대공무기나 대공전차에 비해 대공의 최적화되어 있어서 모든 나라가 개발에 집중하고 대량생산한다. 전투기의 대부분의 무장은 항공용 기관포 및 기관총, 공대지미사일, 로켓 포드 또는 공대공미사일이 대표적이다.

## 역사
초기의 전투기들은 대부분 경기관총을 장착한 복엽기였다. 공중전이 점점 중요해지면서 제공권 장악 또한 중요해졌다. 제2차 세계 대전에 이르러 전투기는 날개에 기관포를 장착한 금속제 단엽기가 주류를 이루게 되었다(그러나 복엽기 시대의 흔적이 아직 남은 호커 허리케인 같은 전투기도 사용되었다.). 무장은 전투기별로 조금씩 차이가 나는데, 기관포를 날개 하단에 설치하는 유형, 기수에 설치하는 유형이 있는가 하면, P-47처럼 다수의 기관총을 장착하기도 했다. 일부는 로켓탄으로 무장하기도 했다.
전쟁 후에는 터보제트 엔진이 피스톤 엔진(프로펠러)을 대체하기 시작했고, 미사일이 장비되거나 기관포로 대체됐다. 본격적인 제트 전투기 시대는 한국전쟁에서 Mig-15와 F-86 세이버 간에 공중전으로 열렸으며, 몇 년후인 1950년대 후반 중화민국과 중화인민공화국 간에 금문도를 둘러싼 금문도 분쟁에서 처음으로 공대공 미사일이 사용되었다.
역사적 관점에서 제트전투기는 세대별로 구분한다. 세대 용어는 러시아식 군사 용어로 F-35 라이트닝을 "5세대"로 언급한 것에서 유래했다. 연도 가이드라인은 있지만, 확실하지 않다.
현대 제트 전투기들은 1개 또는 2개의 터보팬 엔진을 주로 사용하며, 무장은 단거리 및 가시거리 바깥 전투(BVR, Beyond Visual Range)용으로 중장거리 미사일을 장비한다(주간 경량 전투기는 2발 ~ 8발, F/A-18E/F 슈퍼 호넷이나 F-15 이글같은 제공권 전용 전투기는 10발도 장착). 과거의 주무장이었던 기관포도 주무장의 지위는 미사일에 내주었지만 여전히 근접격투전 등을 고려한 백업 무장으로 장비하며(항공기용 기관포는 20mm ~ 30mm 구경이 보통 사용된다), 다양한 유도 폭탄 및 더미 폭탄(유도 능력이 없는 폭탄)을 지상 공격임무에 사용한다. 또 목표 추적 수단으로 추적 및 탐색 레이다를 장비하며, 일부 국가는 전투기의 항공 작전 지원을 위해 급유기와 공중조기경보통제기(AWACS)를 운용한다.
전투기는 공중 우세를 장악하기 위해 1차 수단이다. 적어도 제2차 세계 대전 때부터 공중 우세는 특히 정규군 간 재래전같은 현대전에서 승리의 필수 요건이다. 현대에서 현대적 전투기의 획득과 세력 유지를 위한 비용은 국방 예산에서 많은 비중을 차지하고 있다.
전투기는 목적에 따라 제공 전투기(공중우세 전투기), 다목적 전투기, 전투폭격기로 분류된다. 제공 전투기는 가시거리 밖 전투에 중점을 두고 설계되었고, 다목적 전투기는 공중전과 지상공격, 요격기로도 사용된다. 제공 전투기나 전폭기에 비해 항속거리는 떨어지는 편이다. 전폭기는 주로 지상공격에 중점을 두고 있다.

## 프로펠러 전투기

### 제1차 세계 대전

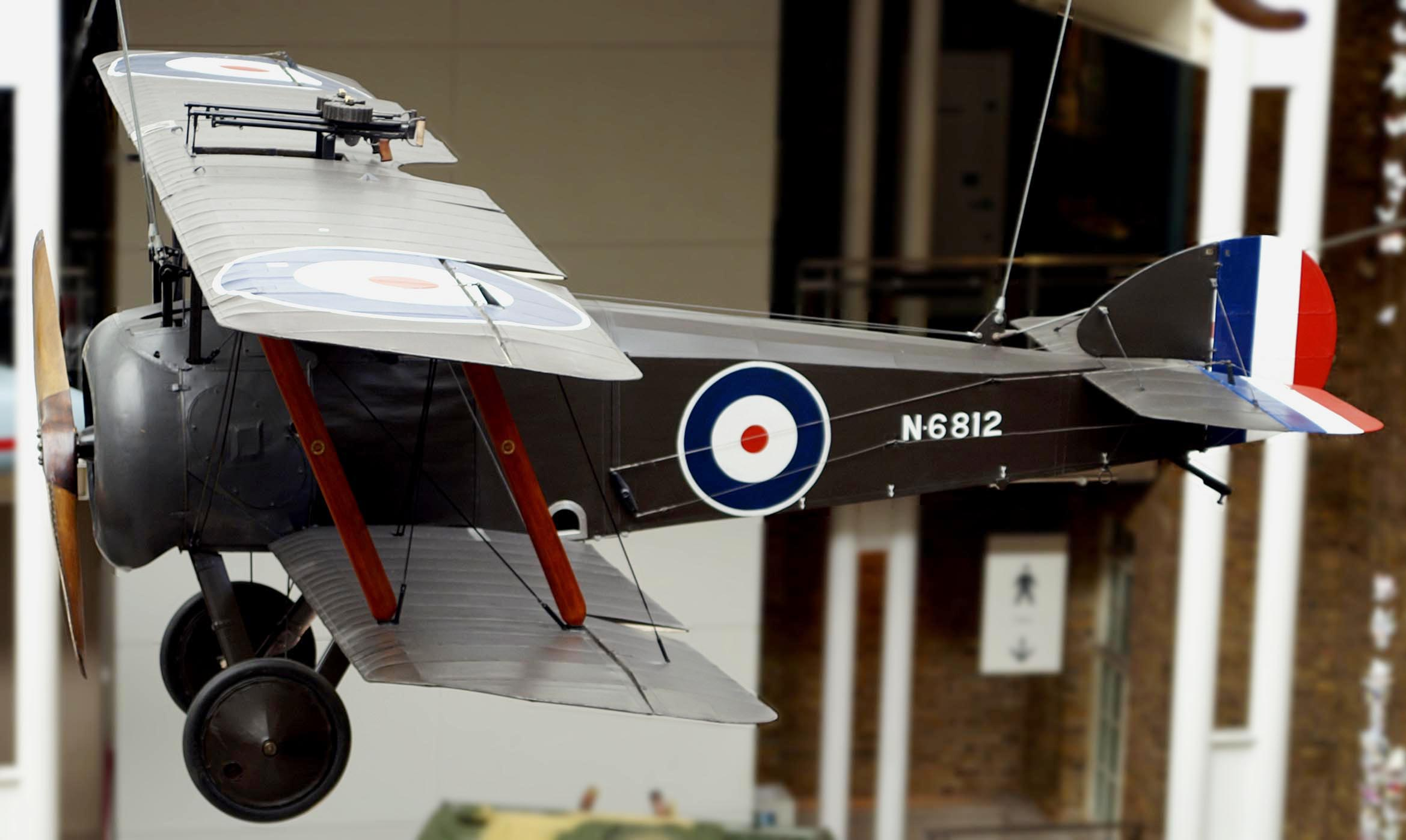
런던의 제국 전쟁 박물관에서 전시 중인 소프위드 카멜 복엽기. 윗 날개의 기관총은 2연장으로 설치한 루이스 경기관총으로 사수는 일어서서 기관총을 조작했다

항공기 사이의 전투는 제1차 세계 대전 초기에 정찰용 항공기끼리 맞닥뜨리면서 싸운 것에서 비롯된다. 전쟁 발발 직후만 해도 초기의 정찰기들은 비무장인 관계로 딱히 별다른 상황이 아니고서는 상대편 조종사에게 손을 흔들며 지나가기도 했다. 그러나, 이런 평화로운 관계는 얼마 가지 못했다. 1914년 8월 22일 영국군 소속의 2명의 조종사가 자신들의 기지 상공을 정찰하는 독일군 정찰기를 쫓겠다고 비행장 경비용으로 사용 중이던 루이스 경기관총을 비행기에 싣고 올라가 적기를 향해 퍼부었던 것이다. 놀란 독일군 정찰기는 격추되지 않고 황급히 돌아갔지만, 이때부터 연합군과 독일군 조종사들은 서로에게 총질을 하기 시작했다.
각국 군부도 공중 정찰과 제공권의 중요성을 점차 깨달아감에 따라, 정찰기에 무장을 장착함으로써 상대의 공중 정찰을 제한하는 것이 반드시 필요한 일임을 깨달았다. 오래지 않아 최초의 전투 전문 비행기들이 등장하기 시작했다. 주요 무장은 기관총이었다. 솜씨가 좋은 조종사들은 자신의 권총이나 무기, 수류탄 등을 이용해서 상대편 조종사를 죽이려고 시도했지만, 주요한 해결책 중 하나는 뒷좌석에 움직일 수 있는 기관총을 거치하거나 프로펠러를 멀찍이 피해 날개에 기관총을 장착하는 것이었다. 둘 다 단좌식 항공기에는 사용되지 않았고, 특히 날개에 기관총을 다는 경우는 조준과 장전의 어려움이 있었다.
초기에는 옆의 사진처럼 윗날개에 기관총을 장착하기도 했고, 프랑스군은 앞좌석에서 사수가 기관총을 들고 사격하기도 했지만, 결국 최상의 방법은 조종사와 프로펠러 사이에 조종사의 시선과 일치하도록 기관총을 설치하는 것이었다. 문제는 그렇게 할 경우, 기관총탄이 프로펠러를 명중시켜 기체를 추락시킬 수 있다는 점이었다.
1915년 봄, 프랑스의 비행기 설계자 솔니에는 원시적인 동조 기구를 개발했다. 이 기구는 조종석과 프로펠러 사이에 설치된 기관총이 프로펠러가 총구 앞을 지나가면 멈추는 기구였다. 이 기구는 결과는 신통찮아서 프로펠러를 명중시키는 경우가 자주 발생했고, 안전장치로 프로펠러 뒤에 철판을 붙여 프로펠러를 뚫지 못하게 해야 했다. 이것을 본 프랑스군 조종사 롤랑 가로는 어설픈 동조 기구를 빼고 철판만 믿고 전투에 나섰다. 철판에 맞으면 총탄이 조종사에게로 튈 수도 있었지만, 가로는 이 철판만 믿고 5대를 격추했고, 처음으로 "에이스"란 호칭을 받았다. 다른 조종사들도 당시로서는 다른 방법이 없었으므로 가로를 흉내냈고, 프랑스군의 독일군기 격추 실적이 갑자기 급상승했다.
독일이 급증하는 피격 사유를 알 수 없던 와중에 가로가 몰던 모랑솔으니에 N형 단엽기가 독일군 점령 지역에 추락했다. 독일군은 이 비행기에 설치된 기관총과 철판, 동조기구의 흔적 등을 분석하고 대비에 들어갔다. 독일군도 똑같은 원리로 기관총을 탑재하려 한 것이다. 그러나, 총탄이 자기한테 튀지 않기를 기대하는 프랑스 방식을 독일군은 받아들일 생각이 없었다. 독일군은 이 자료를 안토니 포커에게 넘겼고, 포커의 팀은 제대로 된 동조 기구를 개발하는 데 성공했다. 프로펠러의 회전과 기관총의 사격 속도를 동기화하여 날개가 지나가지 않을 때만 기관총을 사격하게 하는 장치를 개발한 것이다. 이로써 단좌식 전투기도 무장을 장착할 수 있게 되었다. 이로써 전투기가 무기로서 확실하게 자리잡게 된 것이다.
주목할 만한 전투기;
 영국

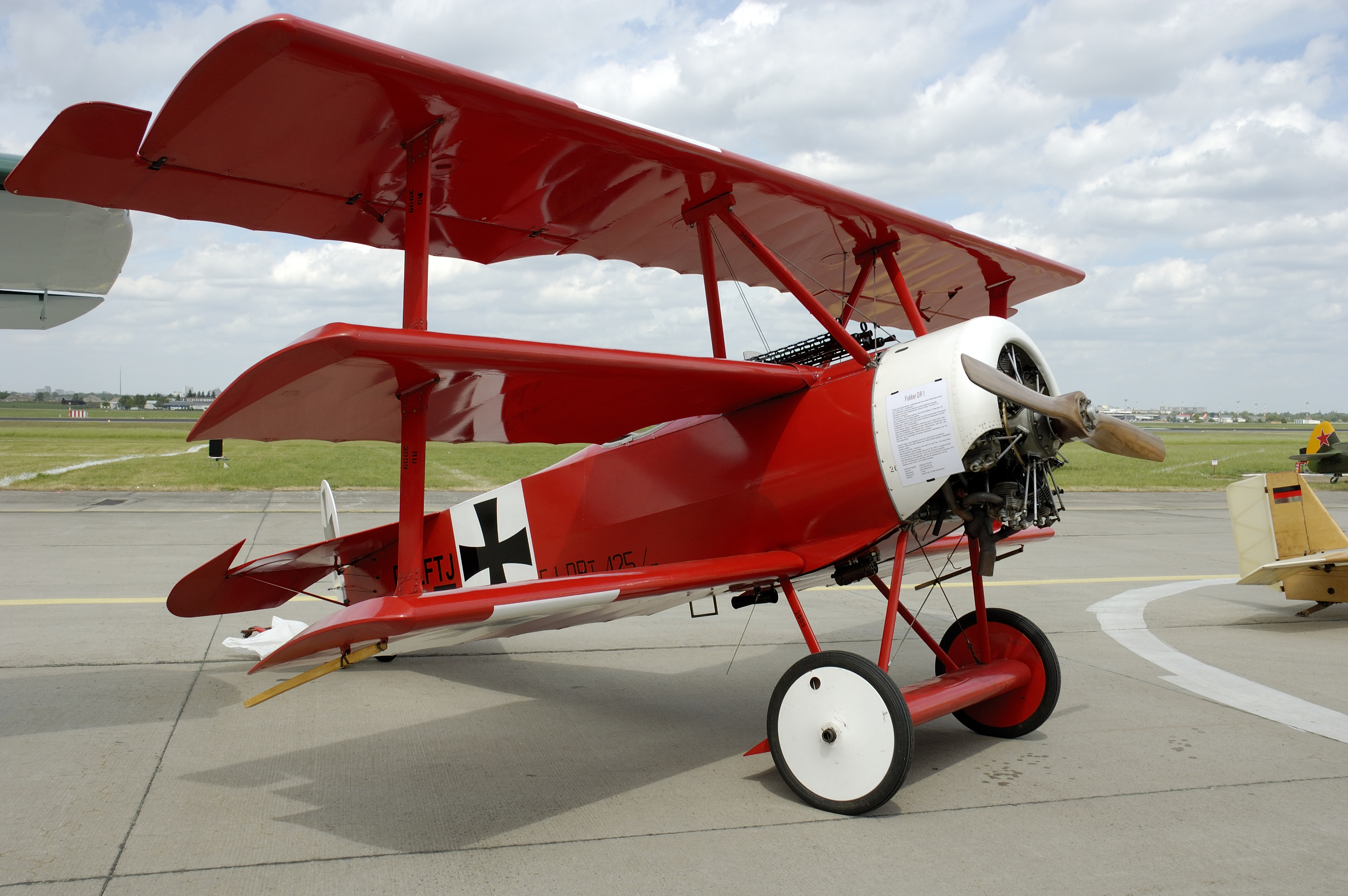
베를린 에어쇼에 전시된 붉은 남작의 삼엽 포커 Dr.I의 레플리카

- 빅커스 F.B.5 (1915년) - 항공 전투를 목적으로 한 처음 개발된 비행기
- 솝위트 카멜 전투기 (1917년)
- 영국 공군 공장 S.E.5 (1917)

 프랑스
- B.E.2 (1914년)
- 뉴포트11 (1916년)
- 뉴포트17 (1917년)
- SPAD S.XIII (1917년)
- 뉴포트28 (1917년)

 독일 제국
- 럼플러 토비
- 포커 아인데커 (1915년)
- 알바트로스 D.III (1916)
- 포커 Dr.I (1917년)
- 포커D 7형 (1918년)

### 1919년 ~ 1938년

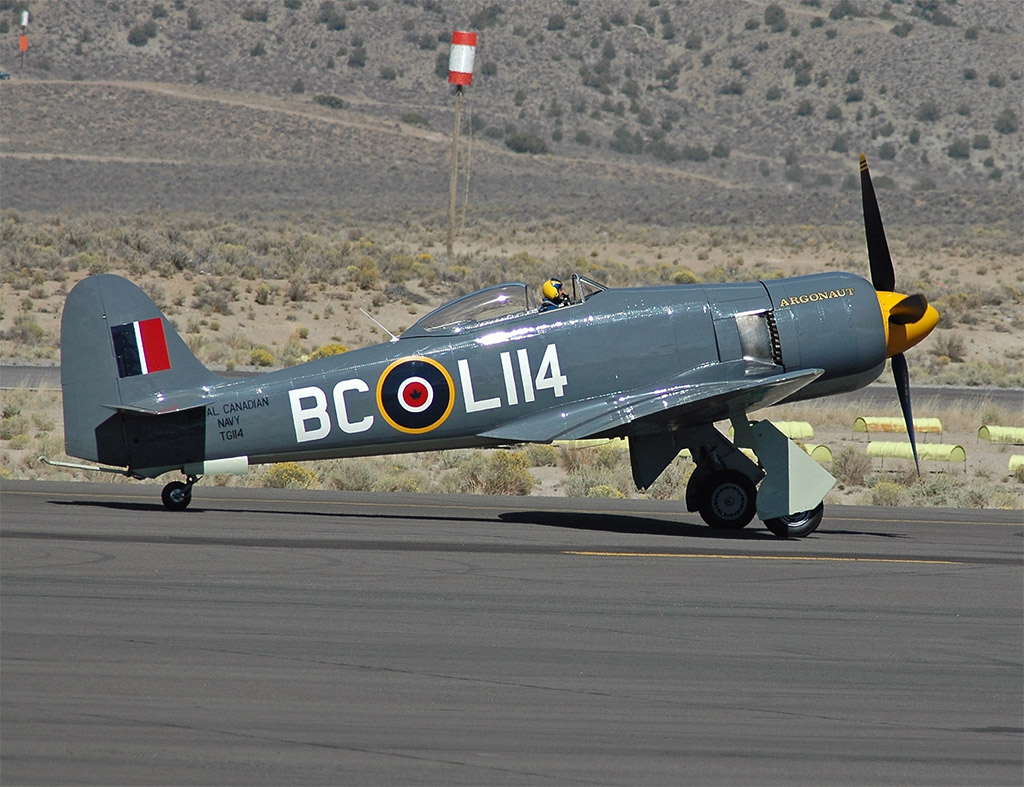
호커 퓨리 전투기. 사진은 해군형

1차 세계대전 당시의 전투기를 포함한 모든 비행기의 개발속도는 매우 느렸다. 1차 세계대전 종전 이후 가장 중요한 변화는 나무와 캔버스 천을 사용한 복엽기에서 금속, 일체형 동체 또는 준일체형 동체의 단엽기로 추세가 바뀌었다는 것이다. 이 시기 전투기 발전은 사실 군대가 아니라 민간 분야가 주도했다. 세계 최초 금속제 단엽기는 이미 1915년에 첫 비행을 한 독일의 융커스 J-1이었고, 쌍발 엔진을 장착한 민간 여객기인 융커스 F13이 실용화되면서 금속제 단엽기로 옮기기 시작했다. 이 시기에 비행기 설계는 제2차 세계 대전 전투기를 특징짓는 수냉식 엔진과 유선형 동체같은 혁신을 이루었다. 그러나 여전히 호커 허리케인처럼 복엽기 시절의 흔적이 남아 있거나, 아예 소드피시 어뢰공격기같은 복엽기도 군용으로 사용되었다.
주목할 만한 비행기;
복엽기
- 체코슬로바키아 - 아비아 B-534
- 스웨덴 - 스벤스카 아에로 야크트팔켄(Svenska Aero Jaktfalken)
- 이탈리아 왕국 - 피아트 CR.42 - 북아프리카에서 많이 사용된 복엽기
- 영국 - 브리스톨 불독
- 영국 - 글로스터 글레디에이터 (제2차 세계 대전 중 지중해에서 운용)
- 영국 - 호커 퓨리 전투기 - 에스파냐 내전에서 활약
- 미국 - 보잉 P-12

단엽기
- 미국 - 보잉 P-26 피슈터
- 미국 - F2A 브루스터 버팔로
- 네덜란드 - 포커 D. 21
- 소련 - 폴리카르코프 I-16
- 폴란드 - PZL P.11
- 일본 - 미쓰비시 A5M
- 영국 - 호커 허리케인

### 제2차 세계 대전

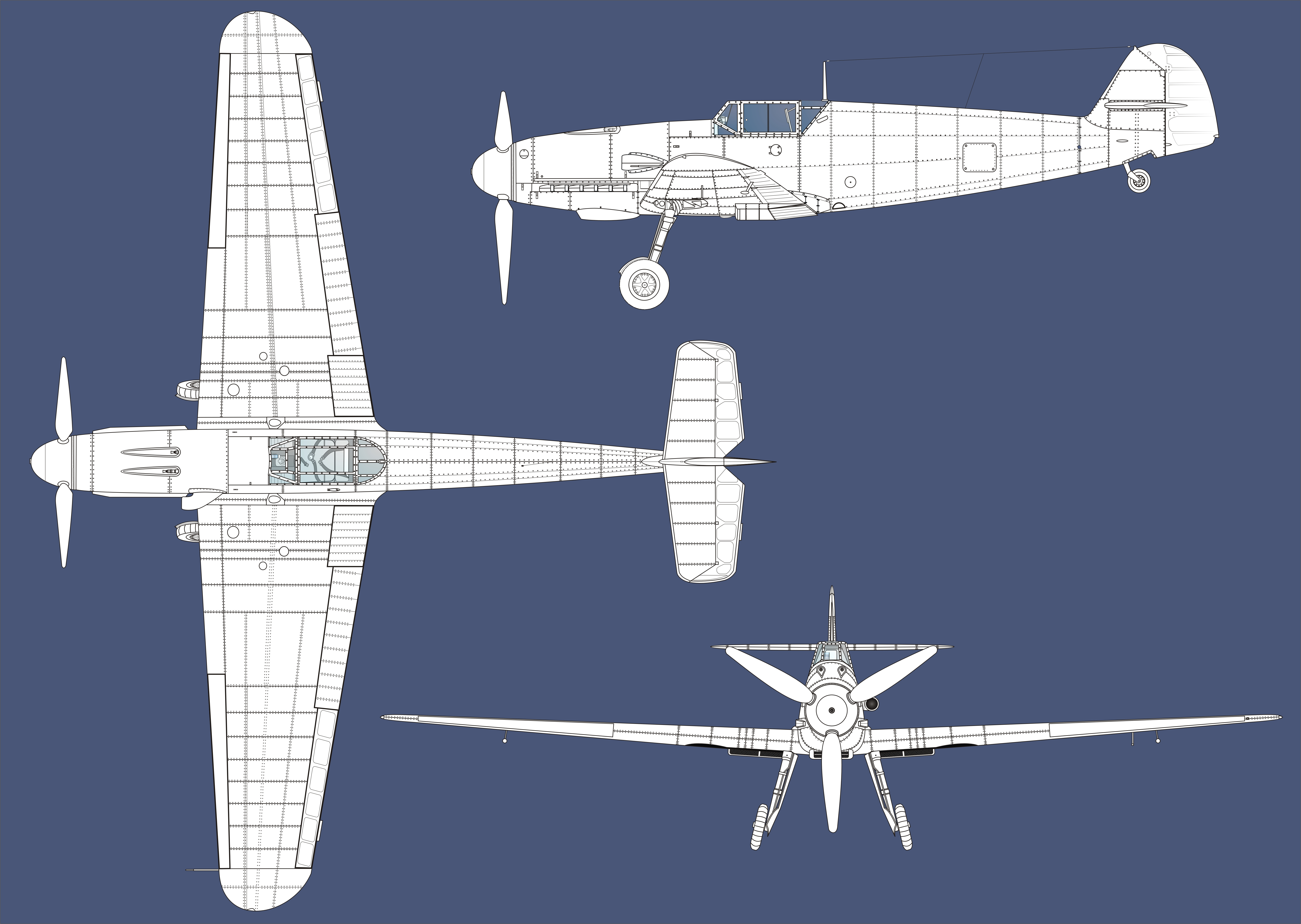
Bf109 삼면도

제2차 세계 대전 중 항공 전투 분야는 군사 교리의 중요한 부분이 되었다. 제1차 세계 대전이 항공전의 영역을 시작했다면, 제2차 세계 대전은 항공기의 군사 임무, 전술 교리가 다져졌다. 전투기 뿐만 아니라, 다른 종류의 군용 항공기들의 전술 교리는 기술 발전에 따라 변한 것도 있으나, 근본적인 부분에서는 큰 변화없이 지금까지 계속되고 있다. 항공기의 지상군저지 및 차단 능력은 독일 전격전 전술 교리의 기본이 되었으며, 영국 본토 항공전에서 영국에 대한 항공 우세를 장악하지 못하자, 결국 영국 침공 작전을 포기하게 하는 원인이 되기도 했다. 에르빈 롬멜 장군은 다음과 같이 항공력의 효율성에 대해 썼다:
완벽한 항공 지원을 받는 적에 대항해서 싸워야 하는 모든 사람은 아무리 현대적인 무기를 가졌다고 해도  똑같은 성공 기회와 똑같은 핸디캡을 안고  현대적인 유럽군에 저항하는 야만인들처럼 싸워야 한다.

제2차 세계 대전의 전투기들은 1930년대 혁신으로 특징지어진다. 피스톤 기관 전투기들은 멧서슈미트 Me-262나 글로스터 미티어같은 제트 전투기들이 등장할 때까지 성능과 능력이 계속 발전하며 정교해졌다. 이 때의 많은 전투기들은 시속 600km 이상의 속도를 냈다. 기관은 대개 수냉식 기관이 사용되었으나, 일본의 경우 가와사키 Ki-61을 제외하면, 대부분 공냉식 기관을 사용했다. 탑재 무기도 제1차 세계 대전 당시보다 크게 발전하여, 기관총을 1~2정 장착하던 것이 20mm급 기관포, 폭탄, 로켓탄, 다량의 기관총으로 무장하게 되었다. 전쟁 후반기에는 공대공 미사일의 시초라 할 독일의 R4M 로켓이 등장하기도 했다.
제2차 세계 대전에 등장한 전투기는 고도에 따라 같은 기종이라도 약간씩 다른 사양으로 개발되었다. 고고도 전투기와 중저고도 전투기로 나누어 개발하는 것이 1930년대 이후 관례였는데, 이 구분은 제2차 세계 대전을 거치면서 항공기 개발 기술의 발달로 무의미해졌다.
또 다른 종류는 야간전투기다. 야간 전투기는 제2차 세계 대전에 처음으로 사용된 멧서슈미트 Bf-110이나 노스럽 P-61 블랙위도우처럼 레이다를 장비하여 야간에 전투가 가능하도록 개발한 전투기다. 주로 대형의 2인승 전투기가 이 용도로 새로 개조되었다.
다른 개발 유형은 전투폭격기다. 태평양에서 미국 해병대는 자신들의 보우트 F4U 콜세어에 폭탄 랙을 설치해서 운용했는데, 이것은 전투기가 적 전투기와 싸우는 것뿐만 아니라 다용도로 사용될 수 있음을 입증한 것이다. 유럽 전선에서도 전쟁 후반기에 완전히 제공권을 장악한 연합군측은 전투기들을 폭탄과 로켓탄으로 무장시켜 지상군 지원에 투입시켰던 것이다. 이는 제트기 시대에 접어들면서 폭격기의 몰락을 가져오는 시작이 되었다.

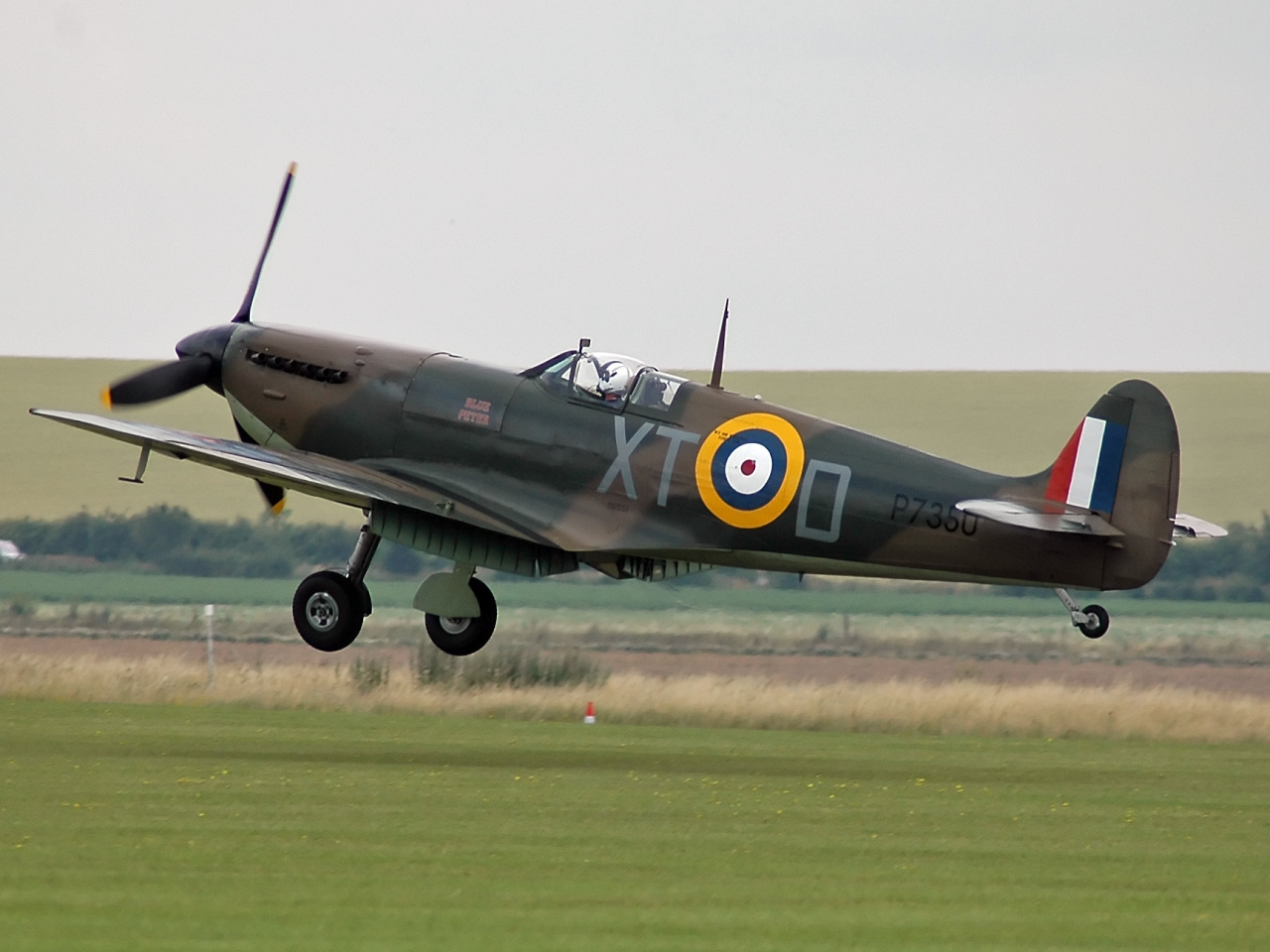
슈퍼마린 스피트파이어

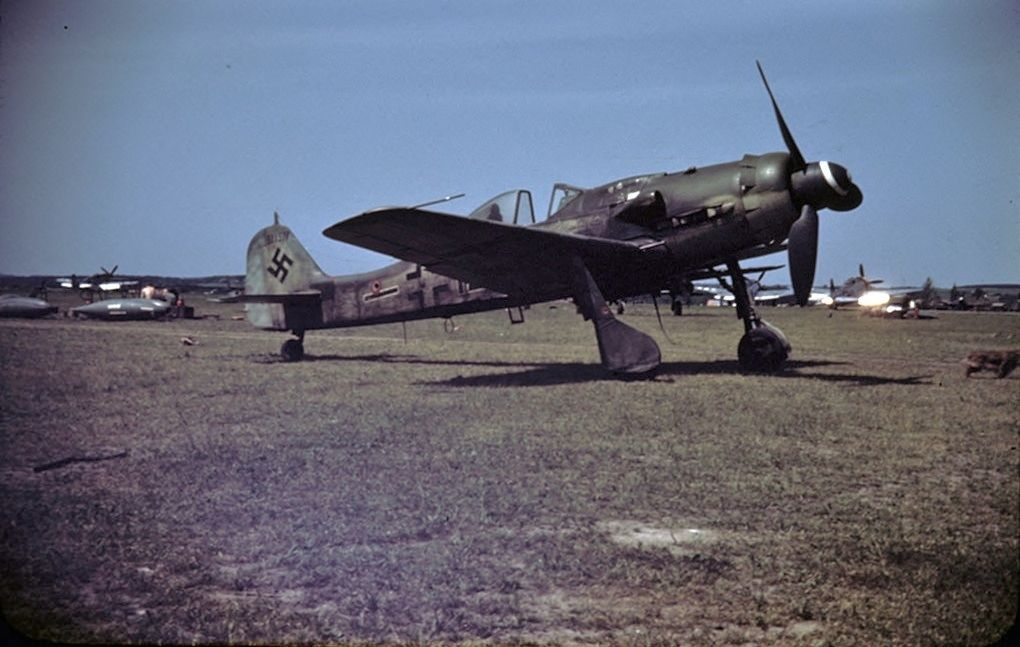
포커불프 Fw190

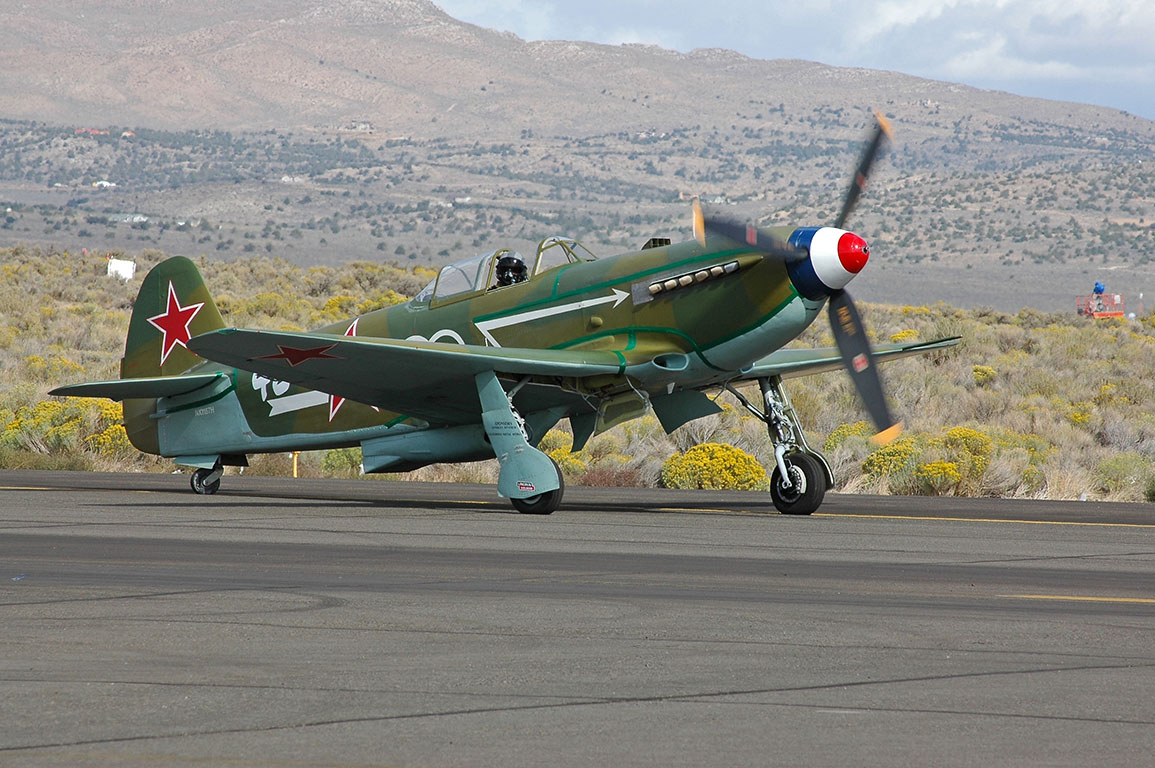
야코블레프 Yak-9

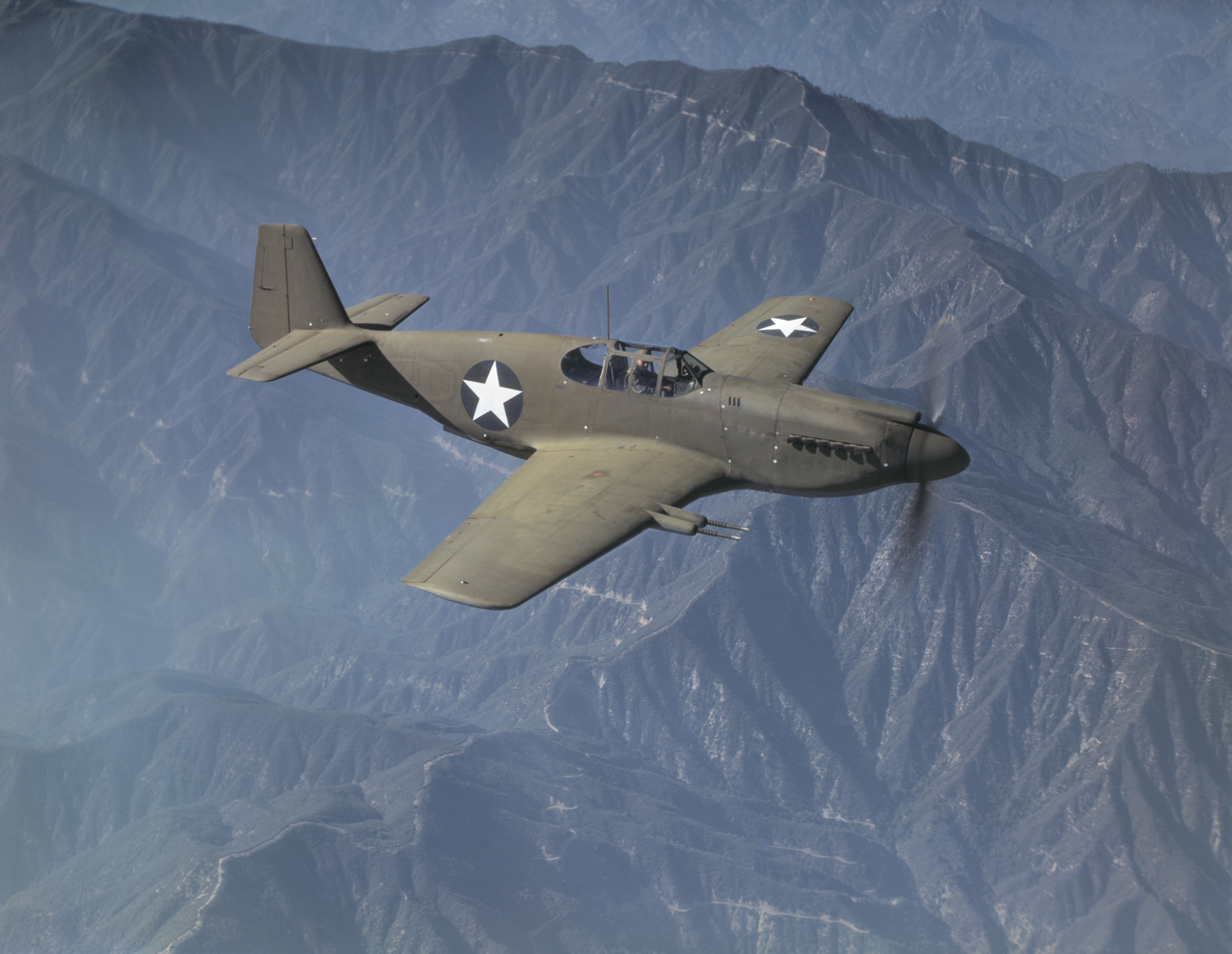
P-51 머스탱

주목할 만한 전투기:
 오스트레일리아
- CAC 부메랑

 프랑스
- 블로흐 MB.150
- 드와이틴 D.520
- 모랑-솔니에 M.S.406

 핀란드
- VL 미스키(VL Myrsky)

 나치 독일
- 메서슈미트 Bf-109
- 메서슈미트 Bf-110
- 포케불프 Fw-190
- 메서슈미트 Me-163 코메트
- 메서슈미트 Me-210
- 메서슈미트 Me-262
- 하잉켈 He-100
- 하잉켈 He-111
- 하잉켈 He-112
- 하잉켈 He-162
- 융커스 Ju 87
- Do 217

 이탈리아 왕국
- 마끼 C.200
- 마끼 C.202
- 마끼 C.205
- 피아트 G.55
- 피아트 G.50
- 레지아네 Re-2000
- 레지아네 Re-2001
- 레지아네 Re-2005

 일본
- 가와니시 N1K-J
- 나카지마 Ki-27
- 나카지마 Ki-43
- 나카지마 Ki-44
- 나카지마 Ki-84
- 가와사키 Ki-61
- 5식 전투기(Ki-100)
- 미쓰비시 A6M 영식 함상 전투기
- 미쓰비시 J2M(요격기)

 루마니아
- IAR-80

 스웨덴
- FFVS J-22

 소련
- 야코블레프 Yak-1
- 야코블레프 Yak-3
- 야코블레프 Yak-7
- 야코블레프 Yak-9
- 라보츠킨 LaGG-3
- 라보츠킨 La-5
- 라보츠킨 La-7
- 미코얀구레비치 MiG-3

 영국
- 슈퍼마린 스피트파이어
- 호커 허리케인
- 호커 타이푼
- 호커 템페스트
- 모스키토 경폭격기
- 글로스터 미티어
- 불튼 폴 데파이언트
- 호커 시 퓨리

 미국
- 브로스타 F2A 버팔로
- 그루먼 F4F 와일드캣
- F4U 콜세어
- 그러먼 F6F 헬캣
- 커티스 P-36 호크
- 록히드 P-38 라이트닝
- 벨 P-39 에어라코브라
- 커티스 P-40 워호크
- 리퍼블릭 P-47 선더볼트
- 노스아메리칸 P-51 머스탱
- 벨 P-63 킹코브라

 유고슬라비아 왕국
- 이카루스 IK-3

## 제트 전투기

### 제 1 세대(1945년 ~ 1953년)

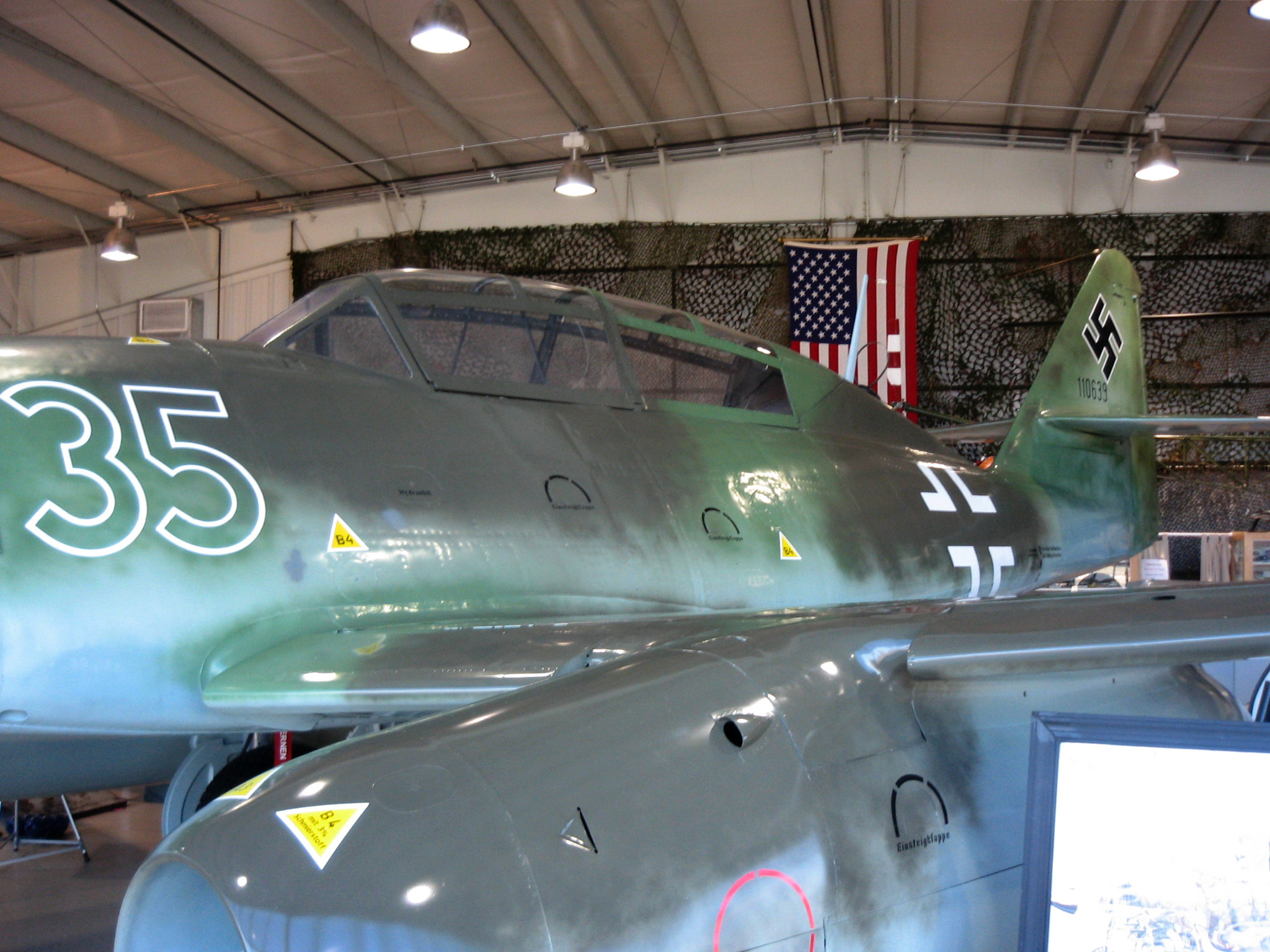
메서슈미트 Me-262

1세대 제트 전투기들은 터보제트 기관을 사용하여 매우 빠른 속도를 낼 수 있는 추진력을 얻고자 첫 번째로 터보제트 기관을 사용했다. 프로펠러의 효율성은 아음속 부분에서는 매우 떨어졌는데 초기 제트 기관은 여러 가지 측면에서 프로펠러와 비교된다. 기관포를 장비한 일직선 형태의 주익을 가졌고, 아직 레이다는 장비되지 않았다. 레이다는 일부 야간 전투기에나 장비되었다. 초기 제트 전투기들은 사실상 아음속 수준으로 속도가 빠르다는 점 외에는 아직 프로펠러 전투기에 비해 무장이나 장비, 설계 면에서 크게 나은 것이 없었다. 제2차 세계 대전 말에 독일이 R4M이라는 공대공로켓을 개발하여 실전에 사용하기는 했으나 기관포와 기관총이 무장의 주류였고 공중전 역시 제2차 세계 대전 방식의 근접 격투전이 전부였다.
1939년 8월 말에 독일에서 최초의 제트비행기인 하인켈 He 178이 첫 비행을 했고, 역시 독일에서 1941년 4월에 최초의 제트전투기인 He 280전투기가 개발되어 첫 비행을 했다. 메서슈미트는 1942년에 첫 번째 실전 운용이 가능한 제트 전투기인 Me-262를 개발했다. Me-262 전투기는 1944년 말에 공중전에 참가하여 프로펠러 전투기보다 빨라 숙련된 조종사가 조종하면 프로펠러 전투기가 상대하기가 매우 힘들었음을 보여주었으나 전쟁 후반 독일의 연료 부족 때문에 많이 사용되지는 않았고 Me-262는 피스톤으로 추진하는 프로펠러 비행기들을 구식 비행기로 전락시켰다. 독일의 제트 전투기에 관한 보고에 자극받은 영국은 1944년에 글로스터 미티어를 생산하기 시작하여 실전에 투입하기 시작했다. 전쟁 말에 프로펠러 전투기에 대한 거의 모든 개발이 끝났다. 라이언 FR 파이어볼처럼, 프로펠러와 제트 기관을 같이 갖춘 전투기도 사용되기는 했으나, 1940년대 말에는 모든 새로 설계된 전투기는 제트기관만을 갖추게 되었다.
제트기관이 갖는 이점에도 불구하고, 초기 제트 전투기들은 완벽하지 못했다. 운영 수명은 시간 단위로 잴 수 있었다. 기관이 너무 크고 내구성이 약했으며, 추력은 느리게 증가했다.
처음으로 제트 전투기 간에 공중전이 벌어진 것도 이 때였다. 한국전쟁에서 독일의 제트 전투기 개발 기술을 습득한 미국의 F-86과 소련의 Mig-15간에 벌어진 공중전이 최초의 제트 전투기 간 공중전이었다. 그러나 두 전투기의 주무장은 기관총(F-86)과 기관포(Mig-15)였다.
주목할 만한 전투기
- 독일
  - 메서슈미트 Me-262 : 첫 번째 실전 투입 제트기관 전투기
  - 하인켈 He-162 : 독일 공군이 두 번째로 실전에 투입한 제트기관 전투기.
  - 아라도 Ar-234 : 세계 최초 제트 폭격기
  - 호르텐 Ho-229 : 호르텐 Ho-IX 또는 고타 Go229로도 알려졌음. 터보제트 기관으로 비행

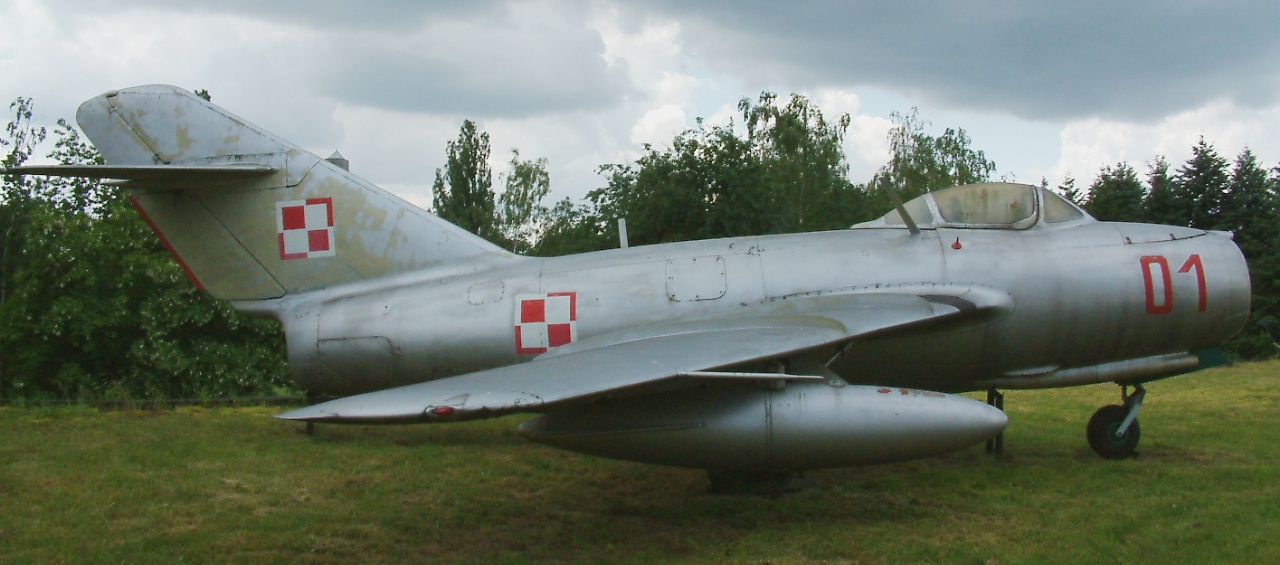
폴란드 국적 표시를 한 MiG-15

- 프랑스
  - 다소 우라강 전투기
  - 다소 미스텔IV
- 소련 폴란드 국적 표시를 한 MiG-15
  - 미코얀구레비치 MiG-15
  - 미코얀구레비치 MiG-17
  - 라보츠킨 La-15
- 스웨덴
  - 사브 툰난
- 영국
  - 드하빌랜드 뱀파이어
  - 호커 헌터
  - 글로스터 재블린
  - 글로스터 미티어
- 미국
  - 록히드 P-80 슈팅스타
  - 노스아메리칸 F-86 세이버
  - 노스럽 F-89J 스코피온

### 제 2 세대(1954년 ~ 1960년)
2세대 전투기들은 제트 전투기의 전투 능력 향상을 위해 많은 새로운 기술들이 채용되었다. 본격적인 미사일 무기를 장비하기 시작한 것이 이 시기의 일이다. 목표를 추적할 수 있는 표준 레이다가 필요한 AIM-9 사이드와인더나 AIM-7 스패로우 같은 유도 미사일은 이른바 "가시거리밖"(BVR, Beyond Visual Range) 전투를 가능하게 했다. 독파이트라 칭하는 가시거리 안에서 벌어지는 근접 격투전으로 바뀌곤 했지만 말이다. 비행기 설계자들은 후퇴익, 삼각익, 가변 후퇴익, 동체의 넓이 규정(Area Rule)같은 새로운 다양한 항공기술을 실험했다. 후퇴익 덕분에 이 세대의 전투기들은 초음속의 벽을 깰 수 있었다. 초음속 제트전투기의 시대가 열린 것이다.
이 세대의 특이한 점은 F-105나 수호이 Su-7 전투폭격기와 F-104 스타파이터와 같은 요격기였다. 요격기는 유도 미사일이 기관포를 완전히 대체할 것이며, 전투는 가시거리밖에서만 벌어질 것이라는 믿음의 결과로, 요격기는 대형 미사일과 강력한 레이다를 장비하게 되었고, 속도를 우선시하여 상승력과 기동성을 희생시켰다. 기관포는 고정 무장에서 제외되고, 미사일만을 장비하게 된 것이다. 그러나 이 시대를 풍미한 "미사일 만능주의"는 1960년대에 베트남 전쟁을 겪으면서 미사일만으로 무장한 F-4 등이 소형 미그 전투기에 고전하면서 잘못된 사상임이 곧 드러나게 되었고, 다시 전투기들은 기관포를 장착하게 된다.
주목할 만한 전투기;
- 캐나다
  - 애브로 애로
- 프랑스
  - 다소 에탕다르IV
- 인도
  - HAL HF-24 마루트
- 스웨덴
  - 사브 드라켄
- 소련
  - 미코얀구레비치 MiG-21
  - 미코얀구레비치 MiG-19
- 영국
  - 잉글랜드일렉트릭 라이트닝
  - 드하빌랜드 시 빅센
  - 글로스터 재블린
- 미국
  - 보우트 F-8 크루세이더
  - 그러먼 F-11 타이거
  - 리퍼블릭 F-105 선더치프
  - 록히드 F-104 스타파이터 : "과부제조기"란 별명을 갖고 있다.
  - 콘베어 F-102 델타대거
  - 콘베어 F-106 델타다트
  - 노스아메리칸 F-100 슈퍼세이버

### 제 3 세대(1960년 ~ 1969년)
3세대는 1세대에서 도입된 기술들이 완성된 시기라고 할 수 있다. 이때에 항공학의 발전이 향상된 미사일, 레이다와 기타 항공전자장비의 도입을 통해 전투 성능을 향상시켰던 것이다. 가장 중요한 것은, 유도미사일 실전 운용 경험의 결과로 전투기 설계자들은 미사일이 만능이 아니며, 근접격투전이 여전히 중요하다는 사실을 인정하게 되었다. 기관포가 다시 표준장비가 되었고, 기동성이 우선적으로 다시 중요하게 다뤄지기 시작했다.
전투기 성능이 대대적으로(F-4는 제2차 세계 대전 당시 중폭격기인 B-24 리버레이터보다 더 많은 유효 탑재량을 자랑했다) 향상되는 동안, 이런 혁신들은 비용 증가라는 문제를 대두시켰다. 이전에만 해도 야간전투기, 중전투기같은 특정 임무에 특화된 전투기들을 개발해왔다. 증가하는 개발 비용 상승 문제의 대안으로 이제 특화시켰던 임무들을 융합하기 시작했다. 맥도널더글러스 F-4 팬텀은 원래 미국 해군의 순수한 함상용 요격기로 설계된 기종이었다. 그러나, 공군, 해군, 해병대 모두 사용하는 다임무 전투기로 성공적으로 변신했다. F-4를 사용하는 다른 국가들도 마찬가지였다.
F-4로 시작된 다임무(Multi-Role) 전투기는 4세대 이후부터는 전투기 개발의 기본 요구사항이 되었다.
주목할 만한 전투기;
- 중국
  - 센양 J-8
- 프랑스
  - 다소 미라주 F1
  - 다소 슈퍼에탕다르
  - 다소 미라주III
- 소련
  - 미코얀구레비치 MiG-23
  - 미코얀구레비치 MiG-25
  - 수호이 Su-15
  - 수호이 Su-17
  - 투폴레프 Tu-28
- 영국
  - 호커시들리 해리어
- 미국
  - 제네럴다이나믹스 F-111
  - 맥도널더글러스 F-4 팬텀
  - 노스럽 F-5 프리덤 파이터

### 제 4 세대(1970년 ~ 2013년)
4세대 전투기는 일반적으로 1970년대의 개념으로 설계돼서 대략 1970년 ~ 1989년까지 개발된 전투기들이다. 이 세대의 전투기 설계 개념은 그 전 세대 전투기의 사용 경험에 따른 영향을 많이 받았다. 4세대 전투기의 대표적인 예는 F-14 톰캣, F-15 이글, F-16 파이팅 팰콘, F/A-18 호넷 등의 미국 전투기들과, 소련의 MiG-29, Su-27 등을 들 수 있다.
급증하는 개발 비용 문제와 F-4 팬텀의 성공적인 운용 사례로 인해 이 세대에서는 멀티롤 전투기들이 인기를 얻게 되었고, 심지어 원래 F-4가 그랬던 것처럼 특정 목적을 위해 개발된 전투기들도 다양한 임무를 수 있는 능력을 요구받게 되었다. 항공 전자 공학 덕분에 개발될 수 있었는데, 개발 비용이 계속 상승한 관계로, 경제성 문제때문에 다목적 전투기 개발을 더욱 추진하게 되었던 것이다. 미코얀 Mig-23이나 파나비어 토네이도같은 전투기들은 여러 종류의 임무에 특화된 파생형이 있지만, 다소 미라주2000이나 F/A-18 호넷같은 진정한 다목적 전투기들도 있다. 이전 시대의 요격기와 달리, 대부분의 현대 제공 전투기들은 근접격투전(dog-fight)을 위해 민첩하게 기동할 수 있도록 설계되었다. 플라이 바이 와이어와 안정성은 이 세대 전투기들의 공통 사항이다. 또한 가시 영역(Within Visual Range, WVR)에서의 직접적인 전투의 필요성을 없애줄 것으로 기대했던 장거리 공대공 미사일의 효용성이 기대했던 것보다 떨어지는 것으로 판명됨에 따라, 전투기의 기동성에 보다 중점을 맞춰서 설계가 이루어졌다.
 중국
- 청두 J-10A
- 선양 J-11A
- 선양 J-15
- 시안 JH-7

 프랑스
- 다소 미라주2000 / 다소 미라주2000N/2000D

 이란
- HESA 사에케(HESA Saeqeh)

 인도
- HAL 테야스

 이스라엘
- IAI 크피르

 파키스탄 /  중국
- JF-17 선더 / FC-1 샤오룽

 중화민국
- AIDC F-CK 전투기 (IDF)

 대한민국
- KAI FA-50, KF-16C/D

 소련 /  러시아
- 미코얀 MiG-29
- 미코얀 MiG-31
- 수호이 Su-27/Su-33 플랭커
- 야코블레프 Yak-38
- 야코블레프 Yak-141

 스웨덴
- 사브 JA-37 비겐

 영국 /  독일 /  이탈리아
- 파나비어 토네이도

 영국 /  미국
- 맥도널더글러스, 영국 BAE 공동 개발 - 해리어II

 미국
- 그루만 F-14 톰켓
- 맥도널더글러스 F-15 이글
- 제네럴다이나믹스 F-16 파이팅팰콘
- 맥도널더글러스 F/A-18 호넷
- 노스럽 F-20 타이거샤크
- A-10 선더볼트 II

### 제 4.5 세대(1990년 ~ 현재)

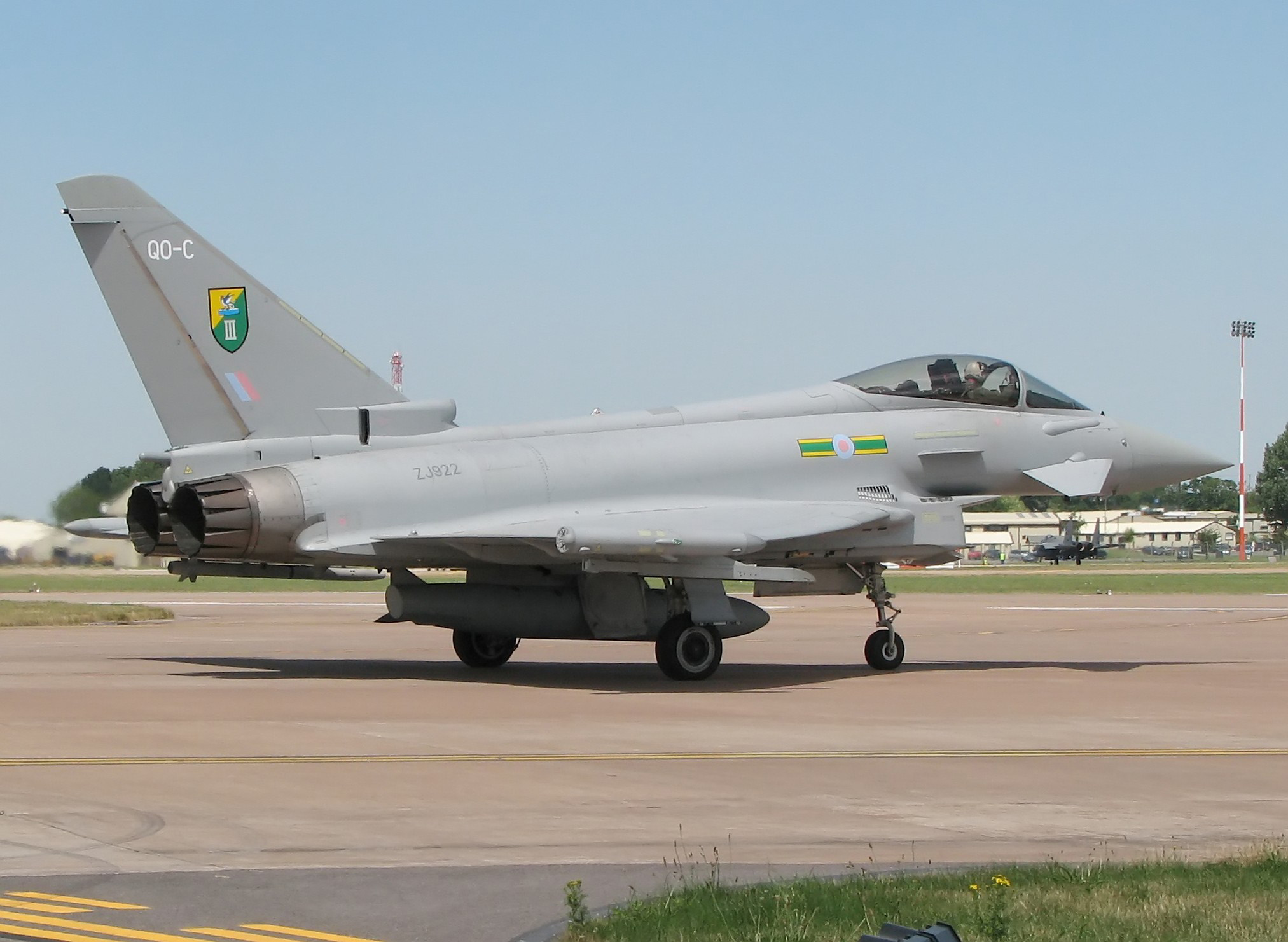
유로파이터 타이푼. 사진은 영국 공군용 F2 버전

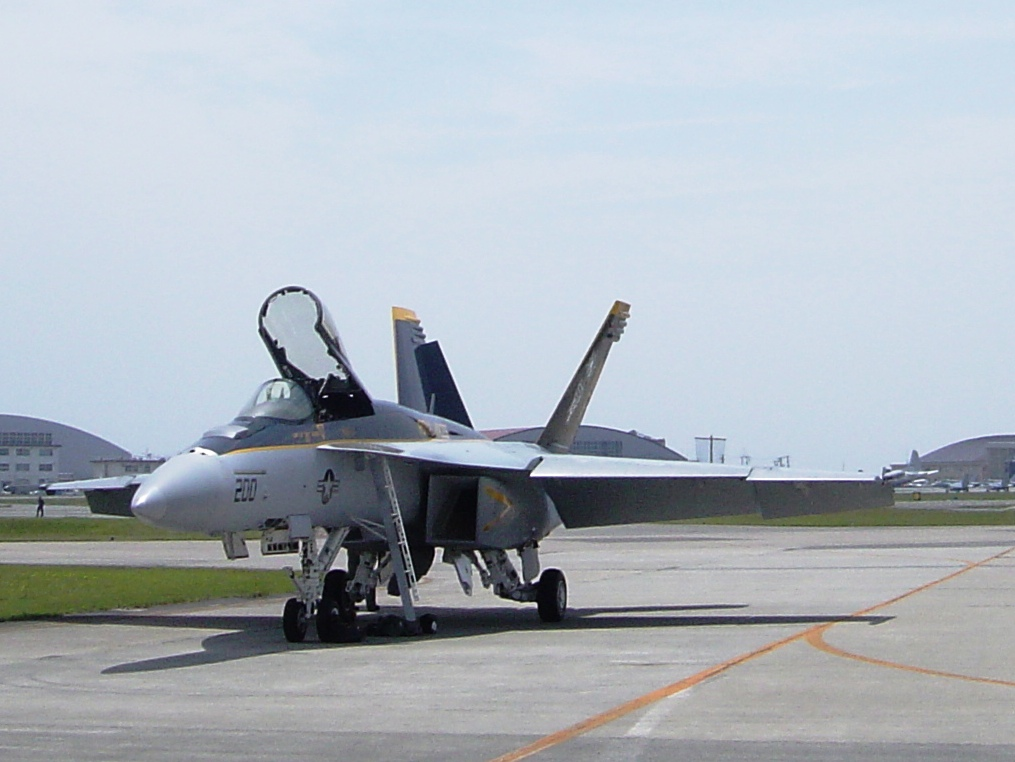
4.5세대 F/A-18E/F 슈퍼호넷

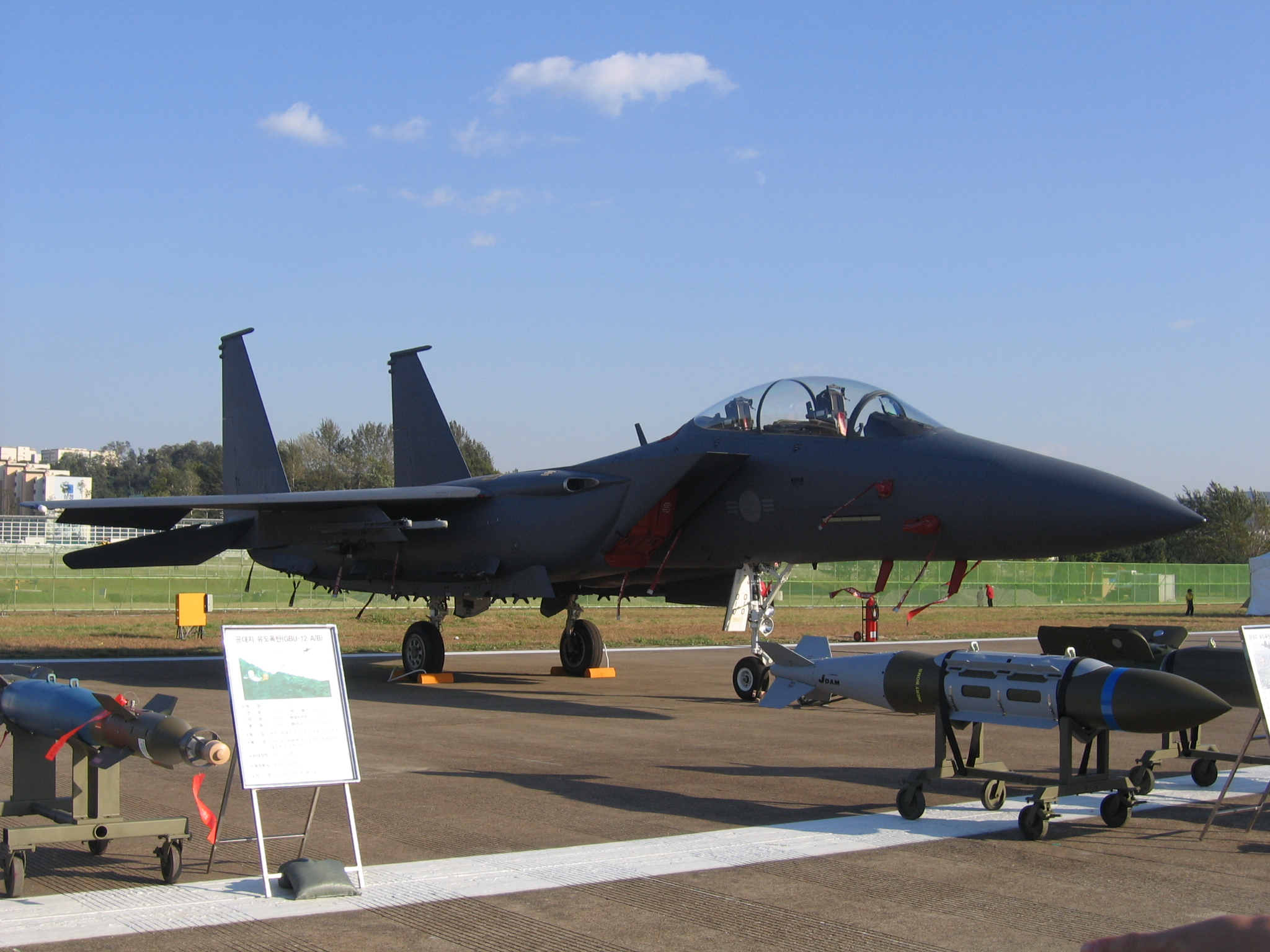
대한민국 공군의 F-15K

4.5세대는 현재 운용 중인 전투기들을 설명하는 3세대와 비교했을 때 공기역학 기술의 정체로 슈퍼컴퓨터로 가능한 제한적인 스텔스 기술을 포함하여 80년대와 90년대 마이크로칩 및 반도체 기술로 가능한 발전된 기술을 응용하여 전자기술 면에서 괄목할 만한 성장을 이룬 시기다. 이 세대의 가장 먼저 들 수 있는 사례는 맥도넬 더글러스 F-15E 스트라이크 이글와 보잉 F/A-18E/F 슈퍼 호넷이지만, 근본적으로 1970년대 F-15 이글과 F-18 호넷 설계의 업그레이드다. 기본적인 공기역학 설계가 큰 발전이 없는 동안, 슈퍼호넷은 글라스 콕핏, 고체소자 AESA 고정식 배열 레이다, 새로운 엔진, 무게를 감소시키는 복합재의 사용, 레이다 노출 면적의 감소 기술 같은 전자 기술을 발전시킨 것이다.
주목할 만한 전투기;
 대한민국
- KF-16C/D,F-15K

 대한민국,  인도네시아
- KF-21 보라매 (개발중, block 2 단계 정도부터 개량을 통해 5세대로 진화시킬 예정)

 프랑스
- 다소 라팔

 영국,  독일,  이탈리아,  스페인
- 유로파이터 타이푼

 중국
- 청두 J-10B
- 선양 J-11D
- 선양 J-16

 중국,  파키스탄
- JF-17 Block III

 인도
- 테자스 Mk 1A

 러시아
- 수호이 Su-30SM
- 수호이 Su-34
- 수호이 Su-35
- Su-47 베르쿠트
- 미코얀 MiG-35

 스웨덴
- 사브 JAS 39 그리펜

 미국
- 맥도넬 더글러스 F-15E 스트라이크 이글
- F-16V 바이퍼
- 보잉 F/A-18E/F 슈퍼 호넷

### 제 5 세대(2005년 ~ 현재)

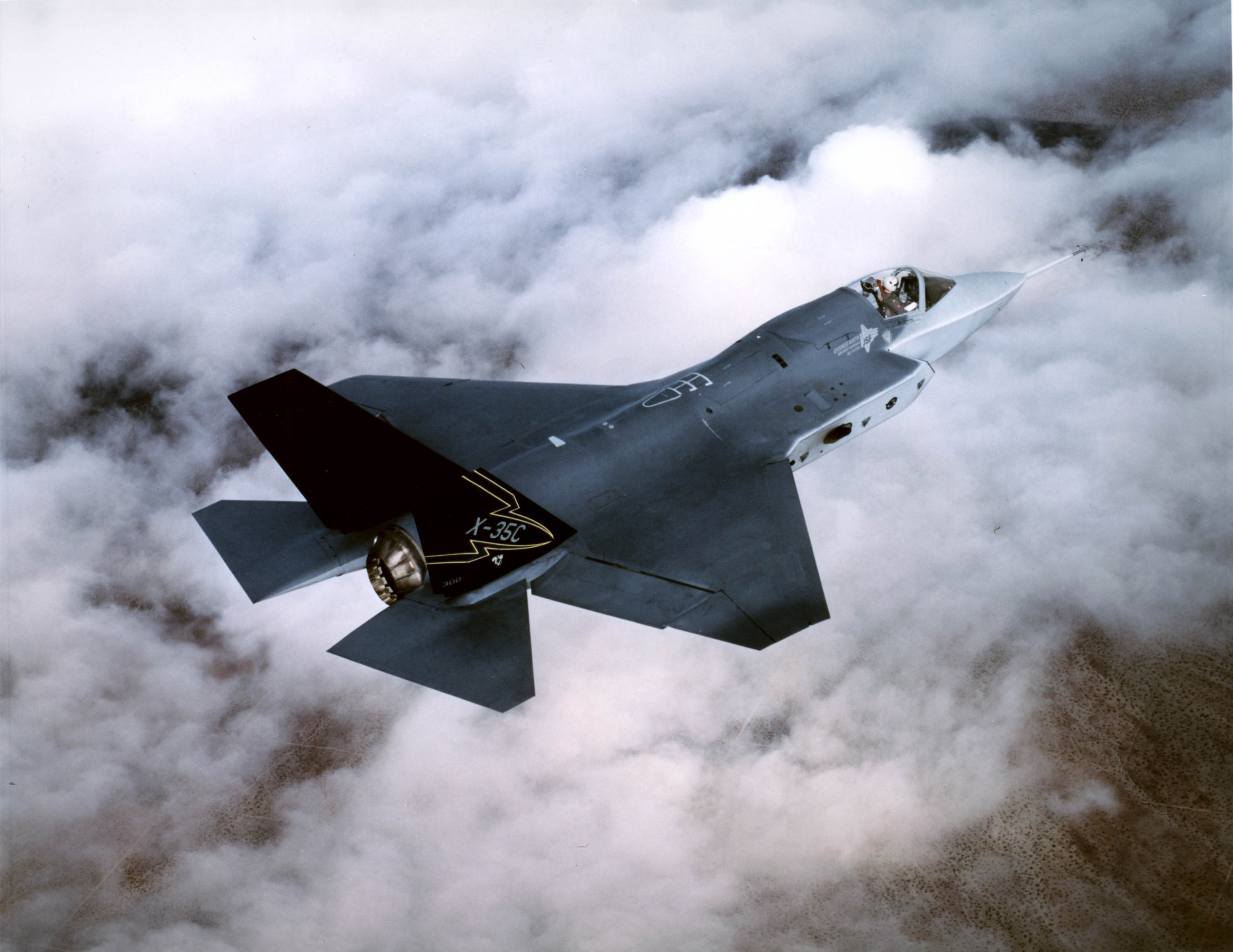
F-35 라이트닝II

현재 최첨단 전투기 설계는 추력 편향 노즐, 복합재료 동체, 초음속 순항(supercruise), 스텔스 기술과 같은 새로운 기술로 개발 중이다. 아직까지, 5세대 전투기가 실전에 투입된 기록은 없으며, 아직 개발 중이거나 F-22 랩터처럼 막 실전배치하기 시작한 것이 전부다. F-22는 현재 진행 중인 다른 국가들이 장기간 개발 중인 4세대 전투기에 영향을 주고 있다. 일본의 미쓰비시 ATD-X, 중화인민공화국의 센양 J-XX나 인도의 중형 전투 항공기 프로젝트(Medium Combat Aircraft, MCA), 러시아의 PAK FA 등이 그런 예다.

#### 운용 중
미국
- F-22 랩터
- F-35 라이트닝 II

 중화인민공화국
- J-20
- J-31 (개발중)

 러시아
- 수호이 Su-57[8][9]

### 기술실증기
러시아
- 미코얀구레비치 Mig 1.44

 미국
- 록히드 마틴 YF-22
- 노스럽 YF-23
- 보잉 버드 오브 프레이(Bird of Prey)
- 맥도널더글러스 X-36
- 록히드마틴 X-35
- 보잉 X-32

## 전투기의 종류
- 제공전투기
- 요격기
- 전투폭격기
- 기타 전투기
- 스텔스기

## 같이 보기
- 공중우세 전투기(영어판)
- 4세대 전투기
- 4.5세대 전투기
- 5세대 전투기
- 6세대 전투기
- 하이로 믹스(영어판)